# Женская сборная Республики Корея по флорболу
Женская национальная сборная Республики Корея по флорболу — представляет Республику Корея на международных соревнованиях по флорболу. Управляющей организацией является Федерация флорбола Республики Корея (англ. Korea Floorball Federation).

## Результаты выступлений

### Чемпионаты мира
| Год        | Победы         | Ничьи          | Поражения      | Место          |
| ---------- | -------------- | -------------- | -------------- | -------------- |
| 1997—2011  | не участвовали | не участвовали | не участвовали | не участвовали |
| 2013       | 0              | 0              | 5              | 16             |
| 2015—н. в. | не участвовали | не участвовали | не участвовали | не участвовали |

### Чемпионаты  Азии и Тихоокеанского региона
| Год       | Победы         | Ничьи          | Поражения      | Место          |
| --------- | -------------- | -------------- | -------------- | -------------- |
| 2004—2005 | не участвовали | не участвовали | не участвовали | не участвовали |
| 2009      | 0              | 0              | 4              | 3              |
| 2011      | не участвовали | не участвовали | не участвовали | не участвовали |